# Angelo Mangiarotti

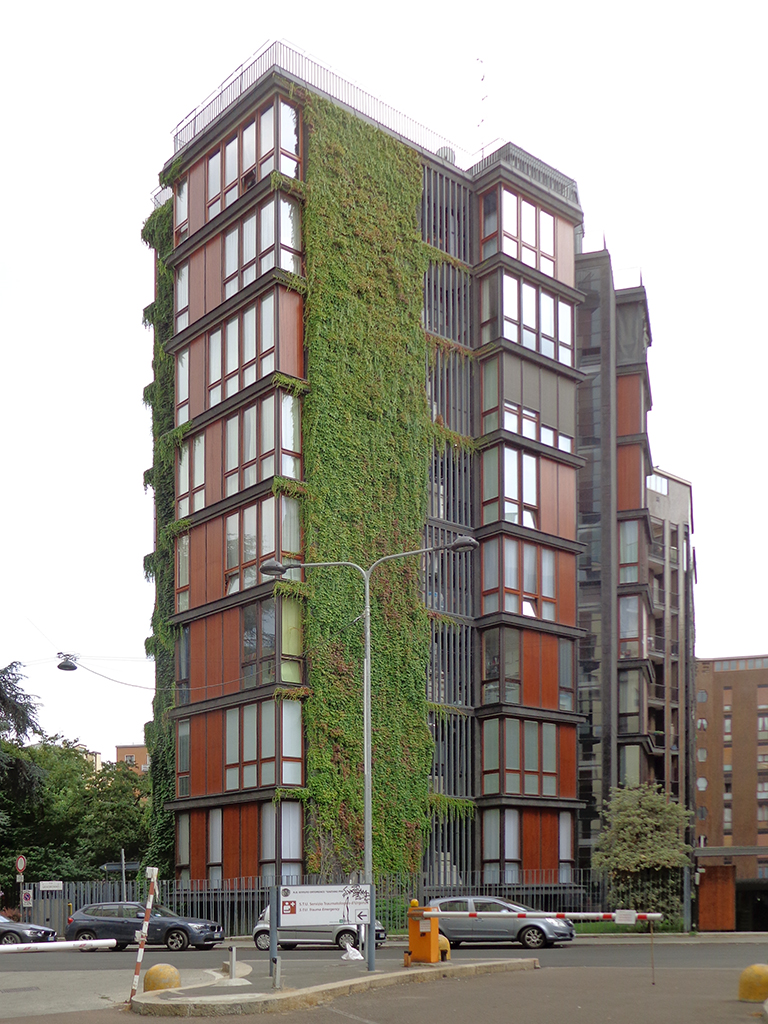
El Bosco Verticale en el distrito Quadronno de Milán

Angelo Mangiarotti (Milán, 26 de febrero de 1921 – 2 de julio de 2012) fue un arquitecto e ingeniero industrial italiano. Diseñó buena parte de los edificios industriales y estaciones de tren. En 1994 recibió el Compasso d'Oro de la Associazione per il Disegno Industriale por toda su carrera.

## Biografía

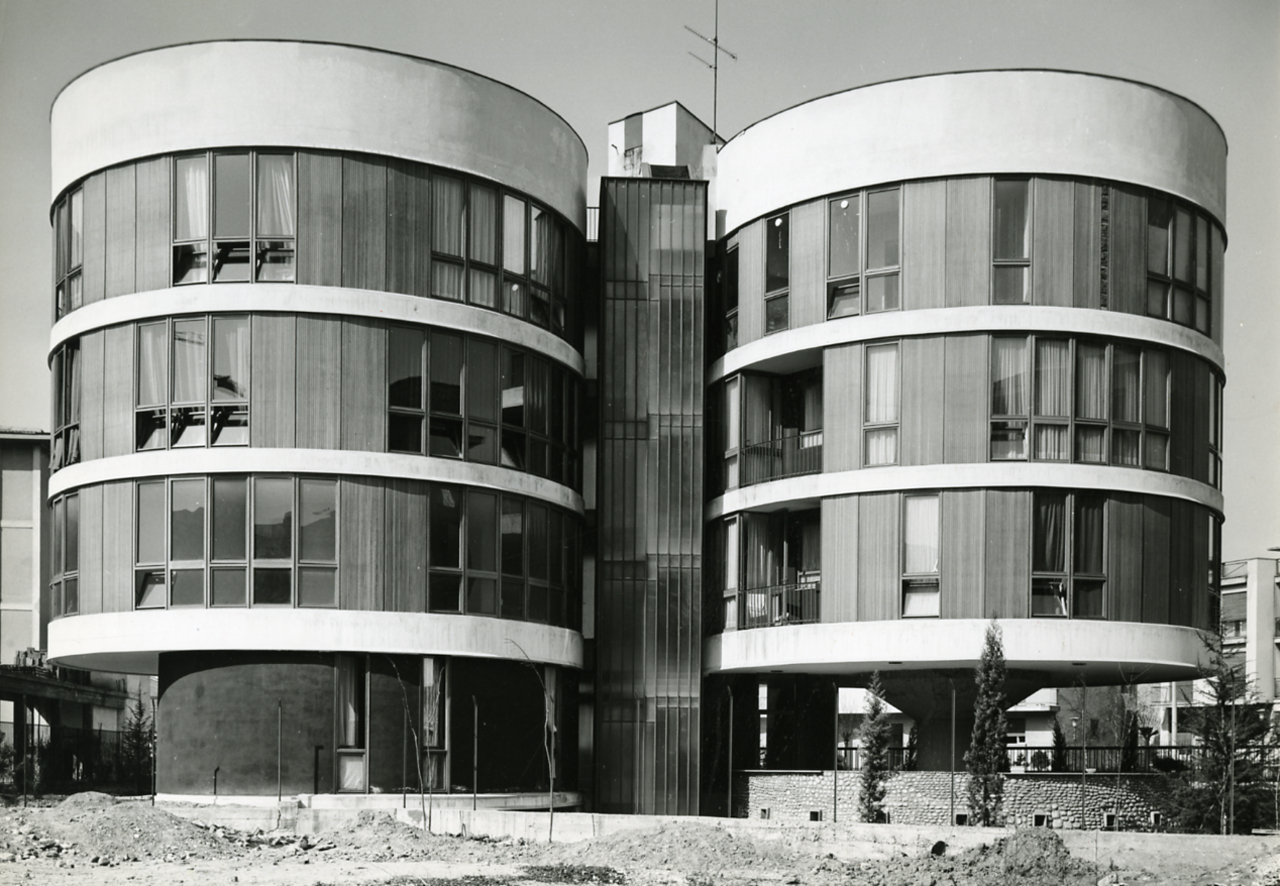
La "Casa de los 3 cilindros", Milán, fotografiado por Paolo Monti en 1970

Mangiarotti estudió arquitectura en el Politecnico di Milano, graduándose en 1948. En 1953 fue profesor en el Instituto de Diseño de la Instituto de Tecnología de Illinois. Mientras estaba en Chicago entró en contacto con insignes arquitectos como Frank Lloyd Wright, Walter Gropius, Ludwig Mies van der Rohe y Konrad Wachsmann.
De 1955 a 1960, tuvo un estudio de diseño y arquitectura en Milán con Bruno Morassutti como socio y en 1965 fue uno de los socios fundadores de la Associazione per il Disegno Industriale. Ocupó varios cargos docentes, muchos de ellos fuera de Italia. En 1989 estableció un estudio de arquitectura en Tokio. 

## Obra

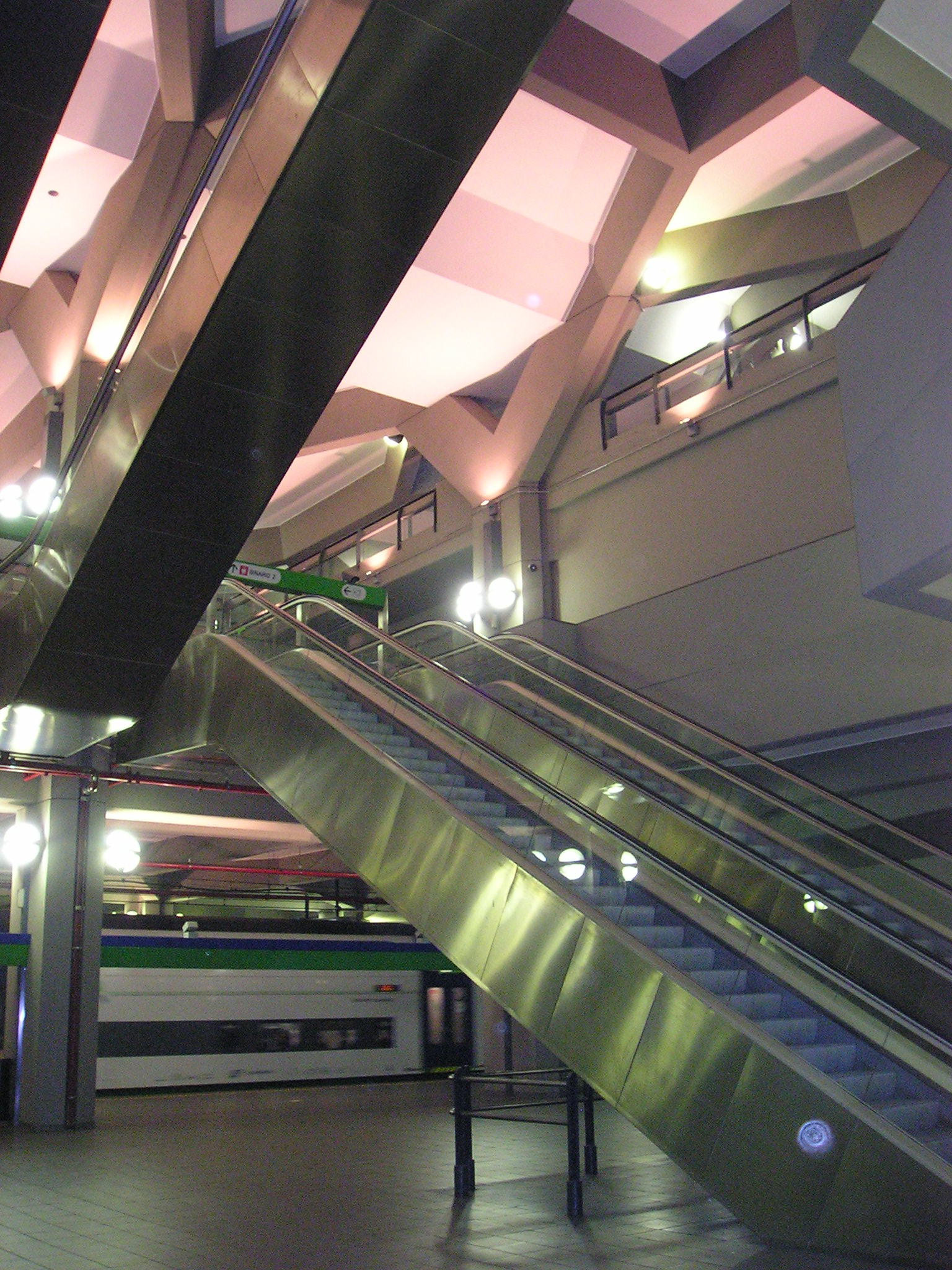
Estación Repubblica

su trabajo arquitectónico se incluyen muchos edificios industriales, entre los que se incluyen los proyectos en Padua en 1959, en Marcianise y en Mestre en 1962, en Monza en 1964 y en Cinisello Balsamo en 1973. También diseñó estaciones de metro y autobús como la Milano Certosa y la Milano Rogoredo para la Ferrovie dello Stato entre 1982 y 1988, y las estaciones de metro Porta Venezia y la Repubblica en la Passante Ferroviario di Milano entre 1983 y 1996. Entre sus otros proyectos se encuentran las oficinas y el espacio de exposición para Snaidero en Majano en Friuli-Venezia Giulia en 1978, y el centro de exposiciones para el Internazionale Marmi e Macchine – la organización detrás de la feria Fiera Internazionale Marmi e Macchine di Carrara – en 1992 y 1993.

## Libross
Su libro In nome dell'architettura fue publicado por Jaca Book en Milán en 1987.